# Henry Poulaille
Henri Poulaille, Henry Poulaille en littérature, est un écrivain français né le 5 décembre 1896 à Paris (11e arrondissement) et mort le 30 mars 1980 dans le 14e arrondissement de Paris.
Créateur du courant de la littérature prolétarienne, il est l'auteur de nombreux romans, d'essais sur le cinéma, les lettres, les traditions populaires. Il a fondé une dizaine de revues libertaires dans lesquelles il faisait la promotion de la littérature d'expression populaire et des utopies sociales.

## Biographie
Fils d'Henri, un charpentier anarchiste originaire de Nantes, et d'Hortense Roulot, une canneuse de chaise de Ménilmontant, il se retrouve orphelin à 14 ans. Autodidacte (il obtient seul le certificat d'études primaires, à l'âge de 12 ans), passionné par les livres, il fréquente les milieux libertaires. Il rencontre ainsi Jean Grave, Paul Delesalle, Victor Serge (Kilbatchich). Mobilisé au sein du 5e Bataillon de chasseur à pied, il rejoint le front le 12 août 1916 avant d'être blessé au Chemin des Dames par éclat d'obus (23 octobre 1917). Il racontera son expérience de guerre dans Pain de soldat.
Il est embauché en 1923 aux éditions Grasset, comme directeur du service de presse. Il exercera jusqu'à sa mise à la retraite en 1956 un rôle de conseiller littéraire sans jamais en posséder le titre.
C'est néanmoins aux éditions Valois (dirigées par Georges Valois) qu'il mène son combat pour la littérature prolétarienne avec un livre manifeste (Le Nouvel âge littéraire), une revue (Nouvel âge littéraire puis Nouvel âge), une collection (Les romans du Nouvel âge).
Il consacre toute son énergie à la promotion de la littérature prolétarienne, fait découvrir de nombreux auteurs issus du monde du travail. Nouvel Âge littéraire (1930), son livre manifeste retrace l’histoire de cette littérature. "C'est cela, selon nous, la littérature prolétarienne : le fait d'utiliser la 'chose écrite' pour se mettre debout".
Durant les années 1920 et 1930, il fonde et anime de nombreuses revues, souvent éphémères, telles Nouvel Âge, Prolétariat, À contre-courant ; il participe à de nombreuses autres publications : Monde, Esprit, Le Peuple (où il est directeur littéraire à partir de 1925 ), La Flèche, Le Libertaire, La Revue anarchiste, L'Insurgé ; il publie ou fait publier de nombreux écrivains français et étrangers : Henri Barbusse, Lucien Bourgeois, Blaise Cendrars, Eugène Dabit, John Dos Passos, José Maria Ferreira de Castro, Jean Giono, Panaït Istrati, Andreas Latzko, Constant Malva, Marcel Martinet, Charles-Ferdinand Ramuz, Victor Serge, Franz Werfel.
En 1935, il crée avec Marcel Martinet Le Musée du soir, cercle prolétarien, à la fois bibliothèque et lieu de débat, considéré comme le véritable ancêtre des maisons de la culture et qui fonctionne jusqu'en 1939. Il en est de même pour L’Équipe qu’il développe avec le peintre Joseph Lacasse (conférences, expositions, théâtre, puis en 1939 revue) dans un local situé 79/81, boulevard du Montparnasse.
À la Libération et jusqu'en 1948, il publie la revue prolétarienne Maintenant, dont le dernier numéro est un numéro spécial consacré à la révolution de 1848.
Il s'attire l'hostilité du Parti communiste pour son refus de tout embrigadement, puis en raison de son soutien à Victor Serge. Proche de Marcel Martinet et de Henri Barbusse dans les années 1926-1928, il a toujours refusé d'adhérer au parti communiste. Son œuvre et ses écrits ont été bien accueillis à cette époque en Union soviétique. Mais, après le congrès de Kharkov, au moment où les soviétiques définissent l'esthétique officielle de l'Union des écrivains – le réalisme socialiste –, il est l'objet d'attaques virulentes qui atteignent leur point culminant en 1932.
Pourtant son engagement humanitaire, pacifiste et antimilitariste a pu se manifester à bien des reprises :
- En 1925, il signe un manifeste contre la guerre du Maroc[9],[10].
- En 1927, il signe, en compagnie notamment d'Alain, Lucien Descaves, Louis Guilloux, Jules Romains, Séverine, une pétition contre la loi sur l’organisation générale de la nation pour le temps de guerre qui abroge toute indépendance intellectuelle et toute liberté d’opinion[11]. Cette pétition parait le 15 avril dans la revue Europe.
- En 1933, il monte un comité de soutien à Victor Serge, écrivain français trotskyste qui avait été déporté par Staline en Sibérie[9].
- En 1939, il est un moment incarcéré pour avoir signé le tract pacifiste de Louis Lecoin : Paix immédiate, étant un des rares, avec Louis Lecoin, à ne pas désavouer après coup sa signature.
- Plus tard, en 1963, il signe aussi la lettre de Louis Lecoin pour la reconnaissance du statut d'objecteur de conscience.

Sur le plan littéraire, il a cherché à promouvoir la littérature prolétarienne, en la distinguant du populisme et de la littérature des prolétariens communistes. Se réclamant de l'œuvre de Jules Michelet, de Charles Péguy, de Georges Sorel, mais aussi de Ramuz, il appelait de ses vœux une littérature faite par le peuple et pour le peuple, c'est-à-dire qui soit l'œuvre d'écrivains véritablement issus du peuple. Constant Malva, mineur du Borinage ou Rose Combe, garde-barrière auvergnate, qu'il publie dans sa série "Les romans du Nouvel âge" en sont deux exemples. Pour être « authentique », l’écrivain se doit de connaître à fond le milieu qu’il veut peindre. L’écrivain qui veut dépeindre la classe ouvrière doit donc y être né. « Pour parler de la misère, il faut l’avoir connue » déclare Poulaille. À partir des années 1940, il se tourne vers d’autres manifestations de la culture populaire, comme les « noëls », les « chansons de toile » et s’intéresse aux nouveaux médias (disque et cinéma).
Un groupe de la Fédération Anarchiste porte aujourd'hui son nom, le groupe Henry Poulaille, de Saint-Denis (Seine-Saint-Denis). Dans le cadre de l’activité éditoriale de Vent du Ch’min, Henry Poulaille avait préfacé l’ouvrage Delannoy, un crayon de combat et avait prêté une multitude de documents pour une exposition à la Bibliothèque municipale de Saint-Denis.
Il est enterré au cimetière de Cachan.

## Œuvre
Poulaille est l'auteur de plusieurs romans, d'inspiration autobiographique. Dans ses romans les plus célèbres, il met en scène une famille ouvrière : les Magneux. Il prête une partie de son expérience à Loulou Magneux, son double littéraire. Fils d'un charpentier victime d'un grave accident du travail (dans Le Pain quotidien, qui correspond aux années 1903-1906), Loulou perd ses parents très jeunes (à la fin des Damnés de la terre), à quelques mois d'intervalle : Hortense Magneux meurt de la tuberculose. Les voisins et amis des Magneux, les Radigond, manifestent leur solidarité lors de l'accident d'Henry Magneux. Poulaille recrée le petit monde, pittoresque et gouailleur, du Paris populaire qu'il a connu. Sa vision du peuple, à l'inverse de Zola, est apologétique : le peuple est solidaire et si l'alcoolisme sévit, il ne touche que des personnages secondaires. Les Damnés de la terre (correspondant aux années 1906-1910) accorde une large place aux mouvements politiques et sociaux des années 1906-1910, vus par Magneux, grand lecteur (comme l'était le père de Poulaille) et ses amis anarcho-syndicalistes : grève des viticulteurs de 1907, manifestation Ferrer, manifestation du premier mai 1907, grève des cheminots et des postiers de 1909. Les trois premiers volumes du cycle des Magneux sont publiés en feuilleton dans Le Peuple, quotidien de la CGT entre 1931 et 1937.
Dans l'entre-deux guerres, ses romans et autres œuvres ont fait l'objet de nombreuses éditions et de multiples traductions ; elles sont peu rééditées actuellement.
Pendant et après la guerre, Poulaille s'est consacré à des anthologies de contes, de noëls ou de chansons qui restent encore de nos jours des outils de référence, notamment ses trois volumes sur les noëls (Albin Michel).

## Publications
D'après l'annexe bibliographique dans Le Feu sacré (ci-dessous) et le catalogue général de la Bibliothèque nationale de France. Seules les rééditions les plus récentes sont mentionnées.

### Cycle des Magneux
- 1931 : Le Pain quotidien 1 1903–1906 (Librairie Valois) ; réédité en 1980 (Stock) et en 1986 (Grasset) — Prix des bouquinistes, 1954[14]
- 1935 : Le Pain quotidien 2 Les Damnés de la terre, 1906–1910 (Grasset)[15] ; réédité en 2007 (Les Bons Caractères)
- 1937 : Pain de soldat 1 1914–1917 (Grasset)[16] ; réédité en 1995 (Grasset)
- 1938 : Pain de soldat 2 Les Rescapés, 1917–1920 (Grasset)
- 1980 : Seul dans la vie à 14 ans 1 Le Feu sacré, 1910–1911 (Stock)Inédit de son vivant — à intercaler entre Les Damnés de la terre et Pain de soldat. Deux autres volets menant l'histoire jusqu'en 1914 sont annoncées dans la préface mais n'ont pas vu le jour : Vivre sa vie et Fin d'époque.

### Autres romans
- 1925 : Ils étaient quatre (Grasset) ; réédité en 1986 (Le Goût de l'être)
- 1926 : L'Enfantement de la paix (Grasset)
- 1928 : Le Train fou (Grasset)
- 1974 : Ahasvérus dans l'anonymat glorieux (Le Midi et L'Amitié par le livre)

### Contes originaux
- 1925 : Âmes neuves (Grasset)

### Essais
- 1926 : Pour ou contre Ramuz, cahier de témoignages avec un essai (Le Siècle)
- 1927 : Charles Chaplin (Grasset)
- 1930 : Nouvel âge littéraire (Librairie Valois)Réédité et grandement augmenté avec des textes recueillis par l'éditeur Plein Chant en 1986 (Nouvel âge littéraire 1) ; en 2003 (Nouvel âge littéraire 2 La Littérature et le peuple) ; et en 2013 (Nouvel âge littéraire 3 La Littérature par le peuple).
- 1930 : Charles-Louis Philippe, le populisme et la littérature prolétarienne (Librairie Valois)
- 1930 : L'Âge ingrat du cinéma (Librairie Valois)
- 1931 : Charlot (Grasset)
- 1932 : Le Disque à l'école (Librairie Valois), en collaboration avec Charles Wolff (1905–1944)
- 1948 : L'Esprit populaire : les chansons de 1848 (Damase & Fumeron)
- 1951 : Pierre Corneille : Tartuffe ou la comédie de l'Hypocrite (Amiot-Dumont)« Version primitive du Tartuffe de Molière, reconstituée par Henry Poulaille et attribuée par lui à Corneille. » (BnF)
- 1957 : Corneille sous le masque de Molière (Grasset)
- 1970 : Mon ami Calandri, présentation de lettres de Jean Calandri (Spartacus)

### Anthologies
- 1942 : La Grande et Belle Bible des Noëls anciens 1 Du XIIe au XVIe siècle (Albin Michel)
- 1943 : Les Plus Beaux Noëls français (Albin Michel)
- 1943 : La Fleur des chansons d'amour du XVIe siècle (Grasset)
- 1947 : Les Chansons de toile du XIIe siècle (Rogers), en collaboration avec Régine Pernoud
- 1947 : Il était une fois : 80 contes de tous les temps et de tous les pays (Gründ)
- 1949 : Éros, épines et roses, de Villon aux libertins, jusqu'à Saint-Pavi (L'Odéon)
- 1950 : La Grande et Belle Bible des Noëls anciens 2 XVIIe et XVIIIe siècles (Albin Michel)
- 1951 : La Grande et Belle Bible des Noëls anciens 3 Noëls régionaux et noëls contemporains (Albin Michel) (BNF 43213495).
- 1957 : Anthologie de XXVe siècles de poésie et de chansons érotiques, enregistrement sonore, coffret de huit disques (Disques Libido)
- 1958 : Bible des noëls anciens, des origines au seizième siècle, édition nouvelle (Club des éditeurs)

### Jeunesse
- 1928 : Il était une fois, livre de lecture pour les enfants qui ne veulent pas apprendre à lire (Portiques)
- 1938 : À la six quat'deux, album de dessins chiffrés par Hyp précédé d'un conte par Poulaille, « L'Enfant qui n'aimait pas les chiffres » (Grasset)

### Articles
- « Noëls au Moyen Âge », La Revue Hommes et Mondes 5 (décembre 1946), p. 166–174.

### Cahiers
Les éditions Plein Chant, spécialisées dans la littérature prolétarienne, éditent les Cahiers Henry Poulaille.